# От Ледвилла до Аспена: Налёт в Скалистых горах
«От Ледвилла до Аспена: Налёт в Скалистых горах» (англ. From Leadville to Aspen: A Hold-Up in the Rockies) — американский короткометражный фильм в жанре вестерн Френсиса Дж. Мэриона и Уоллеса Маккатчена

## Сюжет
Бандиты останавливают поезд, идущий через Скалистые горы, грабят пассажиров и пытаются скрыться. Однако на ближайшей станции их задерживают.